# Rosedale (Mississippi)
Rosedale város az Amerikai Egyesült Államok Mississippi államában, Bolivar megyében, melynek megyeszékhelye. Lakosainak száma 1584 fő (2020. április 1.).

## Népesség
A település népességének változása:

| 2010 | 1 873 |
| 2020 | 1 584 |